# Cephalops ponti
Cephalops ponti är en tvåvingeart som beskrevs av José Albertino Rafael 1991. Cephalops ponti ingår i släktet Cephalops och familjen ögonflugor. Inga underarter finns listade i Catalogue of Life.